# Jorge Leitão Ramos
Jorge Henrique Leitão Ramos (* 1952 Odivelas) je portugalský filmový kritik a historik.

## Životopis
Po studiu elektrotechniky na Instituto Superior Técnico vyučoval na Escola Secundária Marquês de Pombal v Lisabonu. Jako filmový kritik začal působit v roce 1975 v časopise Expresso. Přispíval i do Jornal Novo (1975 až 1976) a Diário de Lisboa (1976 až 1988). Pracoval také pro RTP.
Je autorem lexikonu o portugalském filmu. Angažuje se v Sociedade Portuguesa de Autores.

## Dílo
- Sergei Eisenstein. Livros Horizonte, Lisabon 1981, ISBN 972-24-0511-X
- Dicionário de Cinema Português. 1962-1988. Editorial Caminho, Lisabon 1989, ISBN 972-21-0446-2
- Dicionário de Cinema Português. 1989-2003. Editorial Caminho, Lisabon 2006, ISBN 972-21-1763-7